# 勞力士Datejust

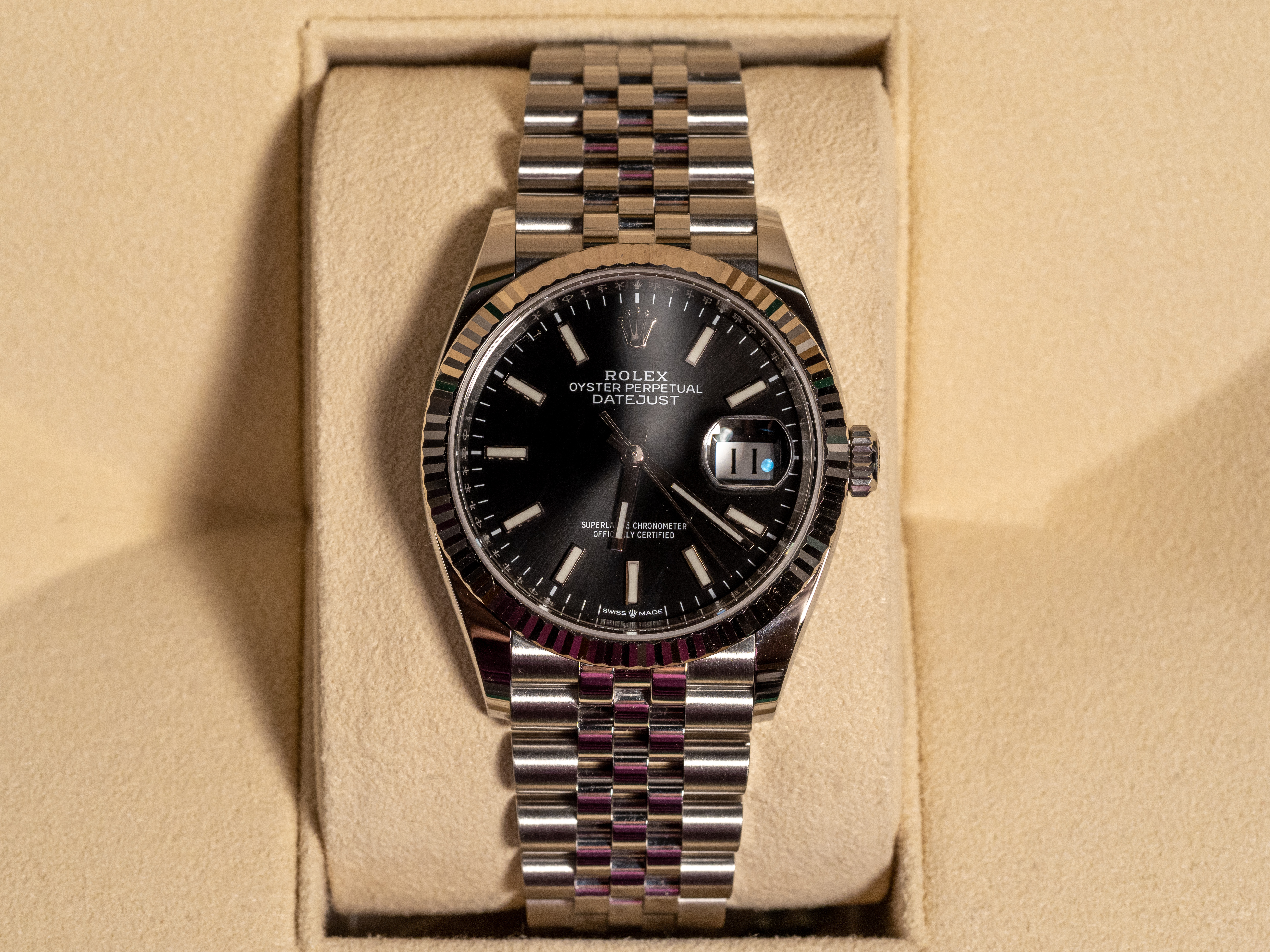
36 mm、126234款勞力士Datejust。錶帶是不銹鋼質銀禧款，表圈有凸凹，錶盤為黑色

勞力士蠔式恆動Datejust（英語：Rolex Oyster Perpetual Datejust）是勞力士生產的一款自動機械精密手錶。在1945年上市時，勞力士Datejust是世界第一款在錶盤窗口上顯示日期的自動發條精密手錶。現在勞力士蠔式恆動Datejust擁有28 mm至41 mm的各種大小錶盤，材質則有不銹鋼、間金、純金三種版本。 

## 歷史
勞力士在1945年推出了Datejust，以慶祝該公司創業40週年。當時Datejust僅適用18k黃金材質，並使用了在1926年上市的防水蠔式錶殼、凹凸表圈和新的銀禧錶鏈。Datejust的設計長年有變化，在1955年添加了小窗凸透鏡。
Datejust有兩種表鏈，分別是銀禧款和蠔式款。最初的Datejust的錶盤尺寸是36 mm，之後勞力士推出了女士款和中型款等多種大小的版本。1955年，勞力士推出了Turn-O-Graph款，以獎勵從戰鬥中返航的美國空軍飛行員。這款手錶有課旋轉的60分刻度表圈，成為後來勞力士探險者（為艾德蒙·希拉里的聖母峰登頂設計）、勞力士潛水錶和勞力士海使型的基礎。
2009年，勞力士推出了蠔式恆動Datejust II，錶殼直徑為41 mm（不含錶冠），比最初的Datejust要大。
2016年，勞力士推出了蠔式恆動41。這款手錶採用了不銹鋼、間金、18k黃金或18k玫瑰金表鏈。2016款的41 mm Datejust使用蠔式或銀禧表鏈；錶殼直徑是41 mm，和Datejust II相似，但刻度更小。勞力士還在這一年推出了Caliber 3235機芯，取代其前身Caliber 3135機芯（也是勞力士使用時間最長和最成功的機芯）。
在2015年巴塞爾國際鐘錶珠寶展上，勞力士宣布女士款26 mm的Datejust將被28 mm的新款取代，並改用Caliber 2236機芯。
2019年時，Datejust有如下尺寸：28 mm、31 mm、34 mm、36 mm、41 mm，材質有不銹鋼、間金（不銹鋼和黃金或玫瑰金或白金）、純金（黃金、玫瑰金和白金）。

## 流行文化
在電影《美色殺人狂》中，克里斯汀·貝爾飾演的派翠克·貝特曼角色使用勞力士Datejust 16013款。演員保羅·紐曼曾在奧斯卡獎獲獎電影《金錢本色》中佩戴一款不銹鋼質36 mm的Datejust。美國演員哈里森·福特在1980年代電影《驚狂記》中佩戴36 mm的Datejust。
比爾·莫瑞在電影《迷失東京》中佩戴有黑色錶盤的勞力士Datejust。馬修·麥康納在電影《華爾街之狼》中佩戴1990年代款式的Datejust。

## 著名使用者
十四世達賴喇嘛擁有一塊勞力士Datejust。公民權活動家马丁·路德·金佩戴1601款Datejust。
中國鋼琴家王羽佳佩戴31 mm的Datejust。秘魯男高音胡安·迪亞戈·佛瑞茲有一塊間金116233款勞力士勞力士Datejust。
美国国家海洋和大气管理局第一位女性資深科學家席薇亞·厄爾佩戴純金女款26 mm的Datejust。
美國總統德怀特·艾森豪威尔、隆納·雷根和喬·拜登均在辦公時佩戴勞力士Datejust。勞力士創業者漢斯·威爾斯多夫曾在二戰時期向英國首相溫斯頓·丘吉爾贈送第100,000獲得認證的精密手錶—一款36 mm的Datejust，表圈為凹凸白金材質，表鏈則是不銹鋼銀禧款。
義大利一級方程式賽車車手阿爾圖羅·梅爾扎里奧一塊勞力士蠔式恆動Datejust，以感謝他在1976年德國大獎賽上的救命之恩。
瑞士網球選手羅傑·費德勒佩戴41 mm的Datejust II，他也是勞力士最著名的「品牌大使」。澳洲網球選手羅德·拉沃則佩戴36 mm的純金Datejust。他是左手球員，因此將手錶戴在右手腕上。美國網球選手克里斯·埃弗特佩戴31 mm的純金款Datejust。德國網球選手安潔莉克·克伯佩戴36 mm的Datejust。西班牙網球選手加比涅·穆古魯薩擁有36 mm的Datejust。 
瑞典高爾夫球手安妮卡·索倫斯坦擁有兩塊Datejust。美國籃球選手迈克尔·乔丹擁有一塊間金Datejust，這也是他眾多勞力士收藏之一。